# 名古屋站

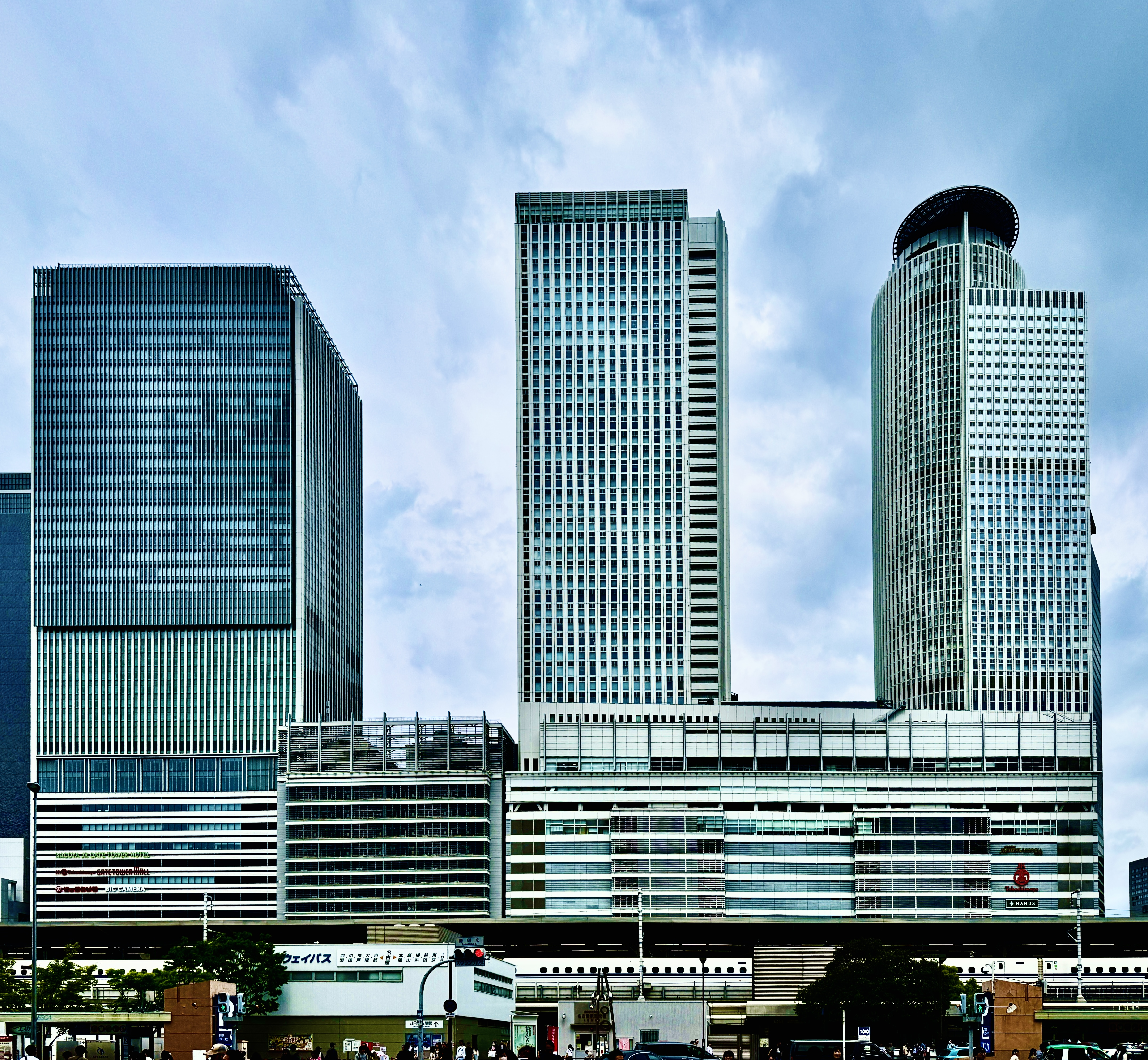
名古屋JR双子塔与JR门塔 (2025年4月)

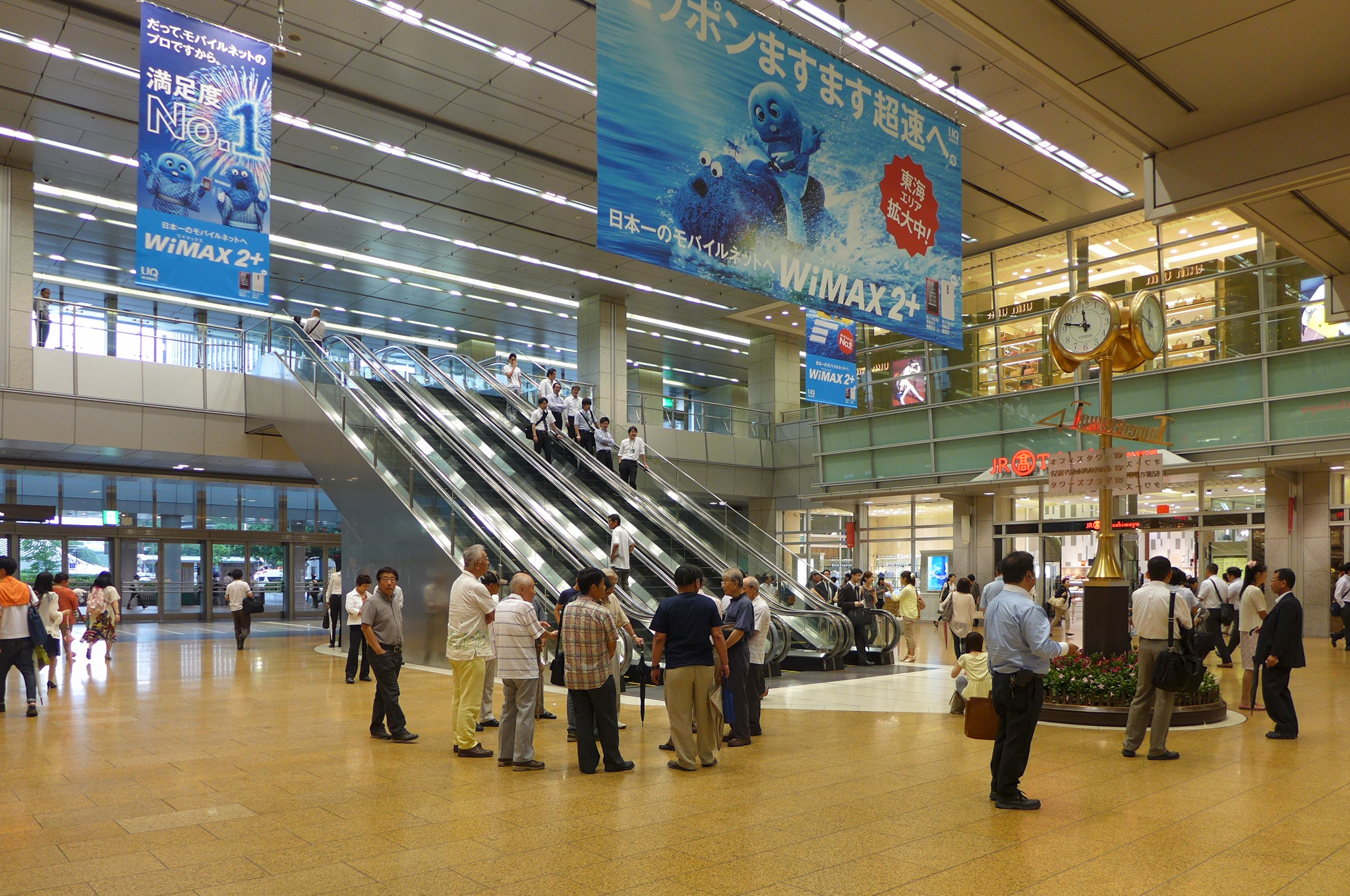
名古屋站櫻通口

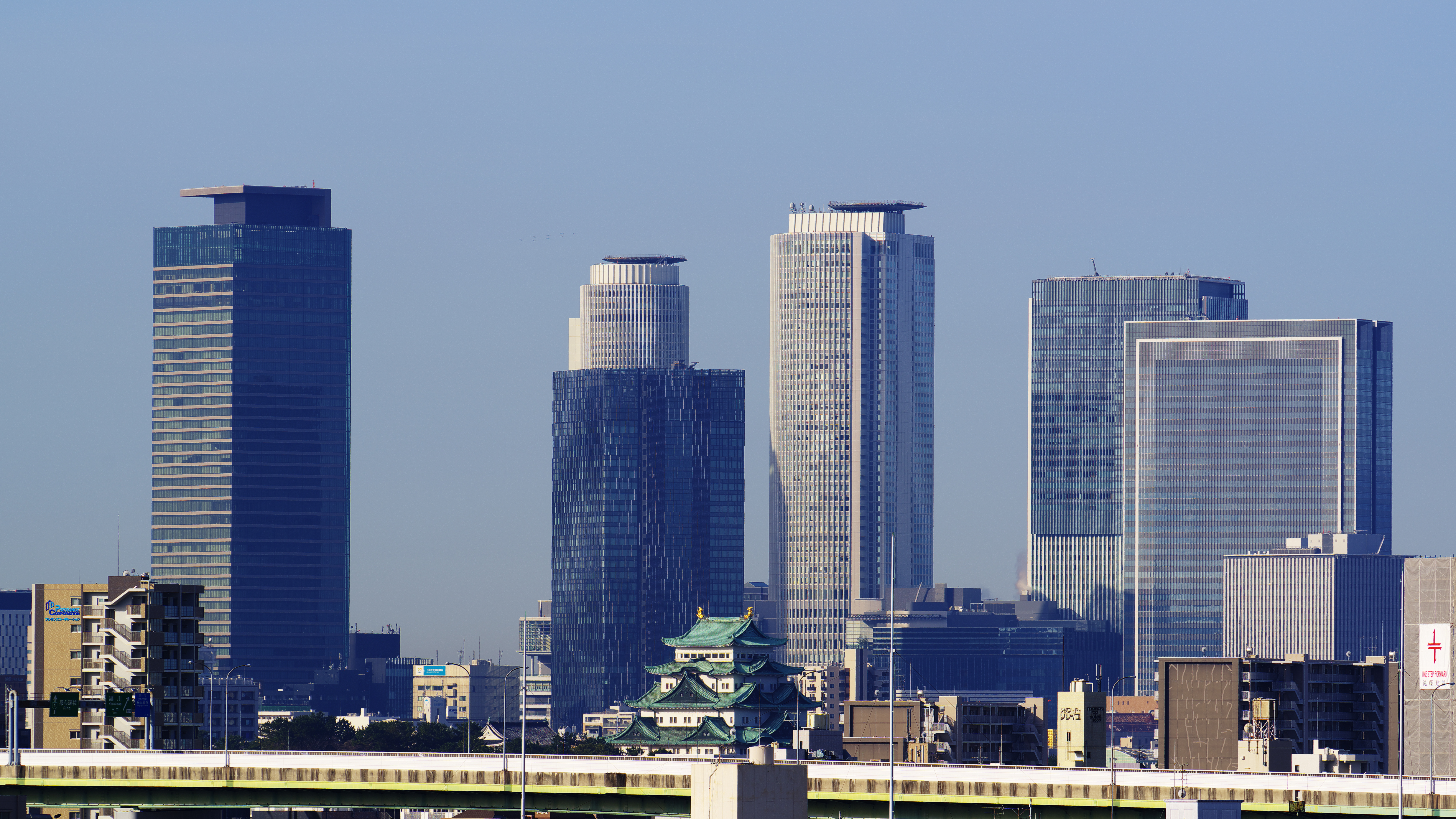
JR中央大廈

名古屋站（日语：〔〕／ Nagoya eki */?）是位於日本愛知縣名古屋市中村區一個由東海旅客鐵道（JR東海）、日本貨物鐵道（JR貨物）、名古屋臨海高速鐵道、名古屋市交通局（名古屋市營地下鐵）等單位所共用的鐵路車站。名古屋站擁有全世界最高的车站大厦「JR中央塔」，其白色雙塔是名古屋站的重點特色。2000年入選中部車站百選（第二回）。

## 簡介
名古屋站是日本城市名古屋的中心車站與重要交通樞紐。名古屋站除了是JR在來線的交會站外，也是東海道新幹線每班次皆會停車之主要車站。
其中1999年落成JR東海大樓（JRセントラルタワーズ），以245公尺樓高榮登「全世界賣場面積最大的車站大樓」紀錄，並被收錄於健力士世界紀錄大全中。
本站區內除了JR名古屋車站外，還有名古屋臨海高速鐵道(青波線)與名古屋市營地下鐵皆設有車站，並且鄰近區域尚有名古屋鐵道的名鐵名古屋車站，以及近畿日本鐵道的近鐵名古屋車站，而成為日本中部地方最大規模的交通轉運站。

## 車站

### JR東海
現有的在來線、新幹線皆為高架月台。月台於1937年（昭和12年）高架化。
東海道新幹線位於構内西側的2面4線島式月台。外側的14、17號線為本線、内側的15、16號線為副本線。「希望」和「光」大半於14、17號線停車。
新幹線月台全列車停車。
至於在建的中央新幹線月台則設於地底，並與現行月台交錯；截至2019年3月，在現有月台下方的連續牆工程已完成90%。
在來線為6面12線的島式月台。9號線為無月台的中線。東海道線是2、6號線，中央線是7、8號線，關西線是11、12號線。
站長、站員配置站（直營站）與負責尾頭橋站、枇杷島站等鄰近小站的管理車站。

#### 月台配置
截至2022年4月18日。
| 月台       | 路線                    | 方向                    | 目的地                  | 備註                                                    |
| ---------- | ----------------------- | ----------------------- | ----------------------- | ------------------------------------------------------- |
| 在來線月台 |                         |                         |                         |                                                         |
| 1          | （2019年10月1日起停用） | （2019年10月1日起停用） | （2019年10月1日起停用） | （2019年10月1日起停用）                                 |
| 2          | 東海道本線              | 上行                    | 豐橋、武豐方向          |                                                         |
| 3、4       | 東海道本線              | 上行                    | 豐橋、武豐方向          | 大部分直通武豐線的列車在此月台開出                      |
| 3、4       | 東海道本線              | 下行                    | 岐阜、大垣方向          | 特急「白鷺」與Home Liner於此月台開出（白鷺號於4號月台） |
| 5、6       | 東海道本線              | 下行                    | 岐阜、大垣方向          | 首班上行往豐橋的普通列車使用5號月台                     |
| 7、8       | 中央本線                | 下行                    | 多治見、中津川方向      | 普通、快速主要在此月台開出                              |
| 10         | 中央本線                | 下行                    | 多治見、中津川方向      | 特急「信濃」、大部分Home Liner使用此月台                |
| 11         | 東海道本線              | 下行                    | 岐阜、大垣方向          | 只限特急「飛驒」                                        |
| 11         | 關西本線                | 下行                    | 四日市、松阪方向        | 部分列車                                                |
| 12、13     | 關西本線                | 下行                    | 四日市、松阪方向        | 特急「南紀」於12號月台                                  |
| 新幹線月台 |                         |                         |                         |                                                         |
| 14、15     | 東海道新幹線            | 上行                    | 靜岡、新橫濱、東京方向  |                                                         |
| 16、17     | 東海道新幹線            | 下行                    | 京都、新大阪、博多方向  |                                                         |

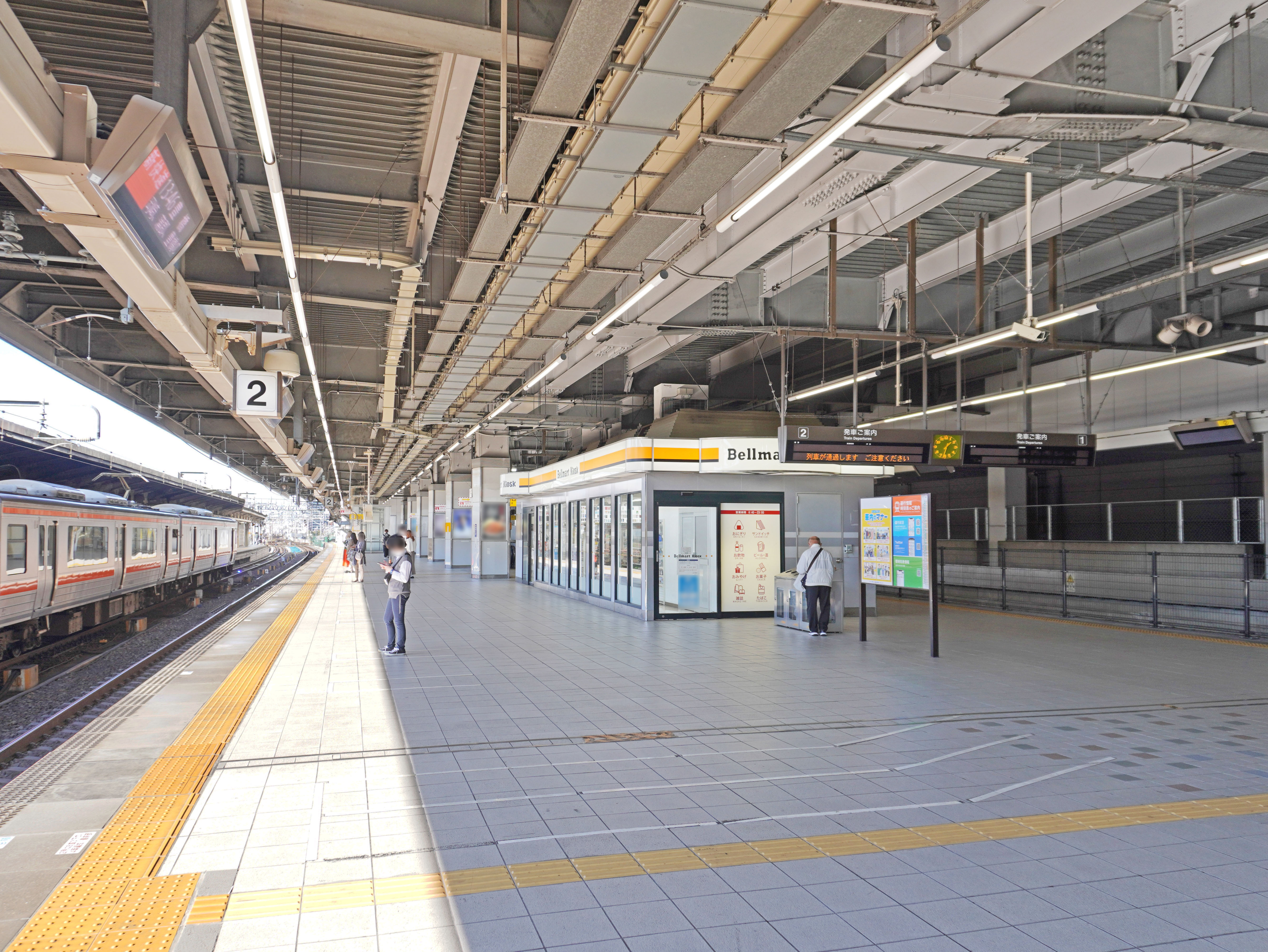
在來線1・2號月台（2022年11月）
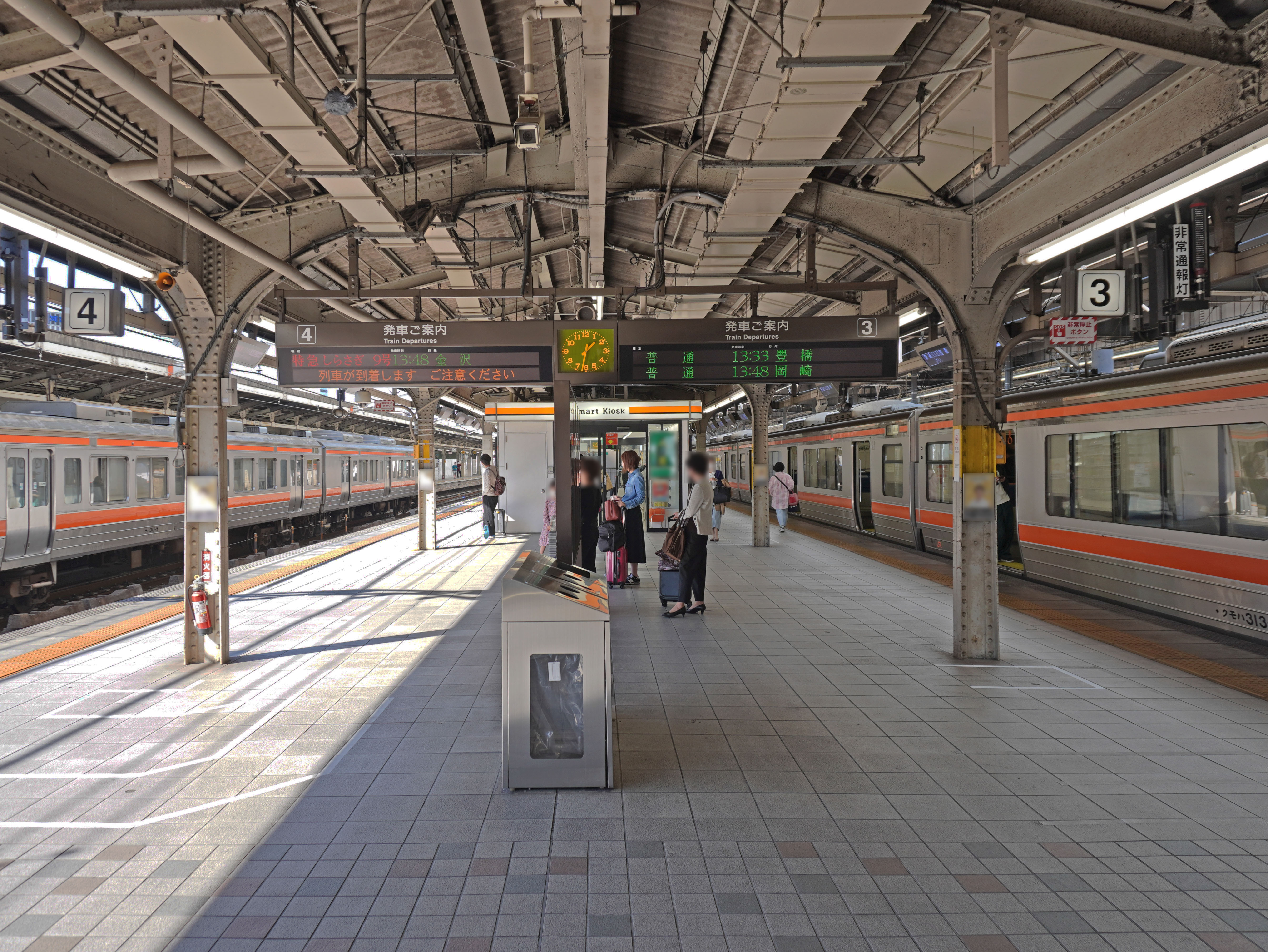
在來線3・4號月台（2022年11月）
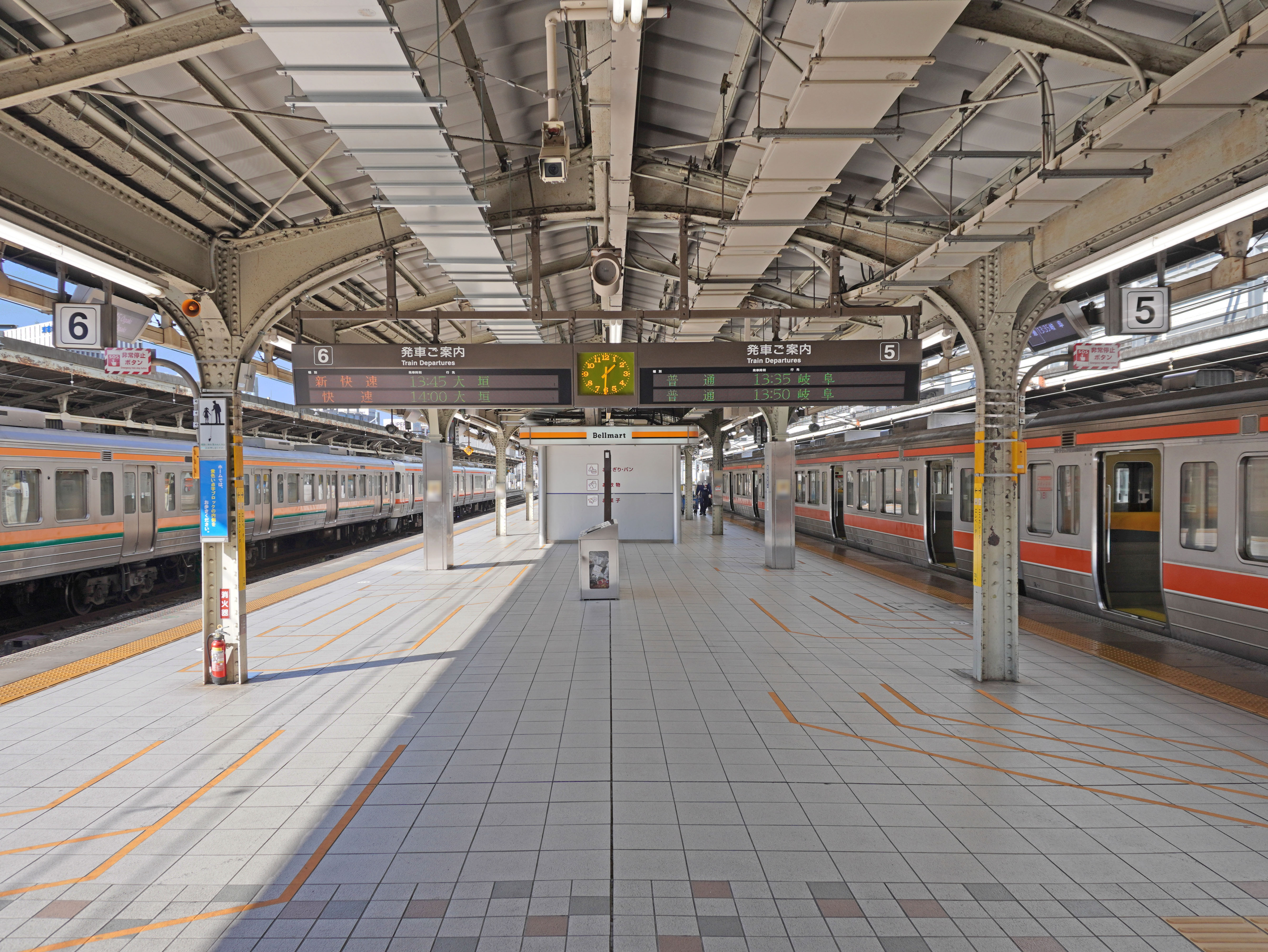
在來線5・6號月台（2022年11月）
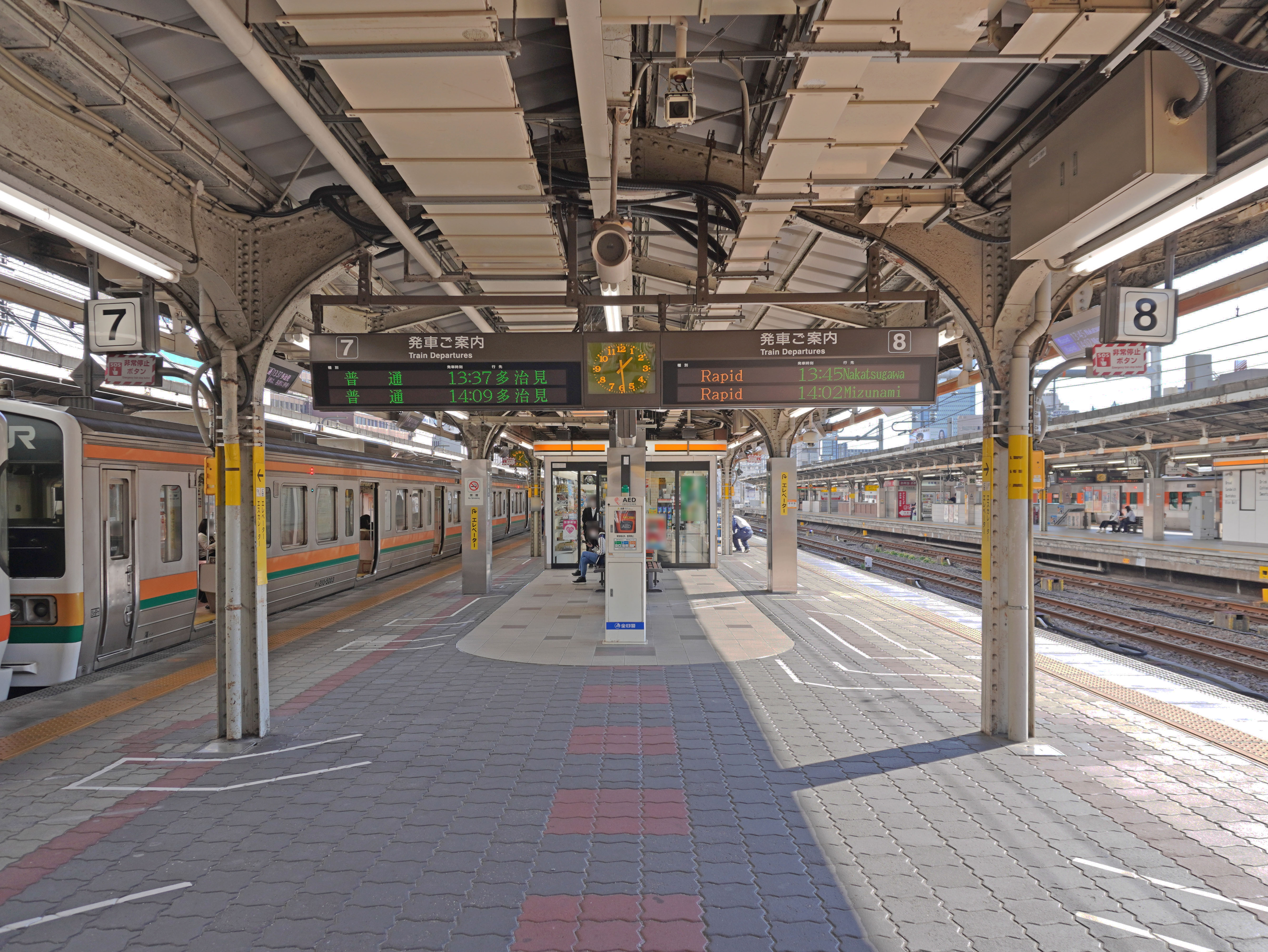
在來線7・8號月台（2022年11月）
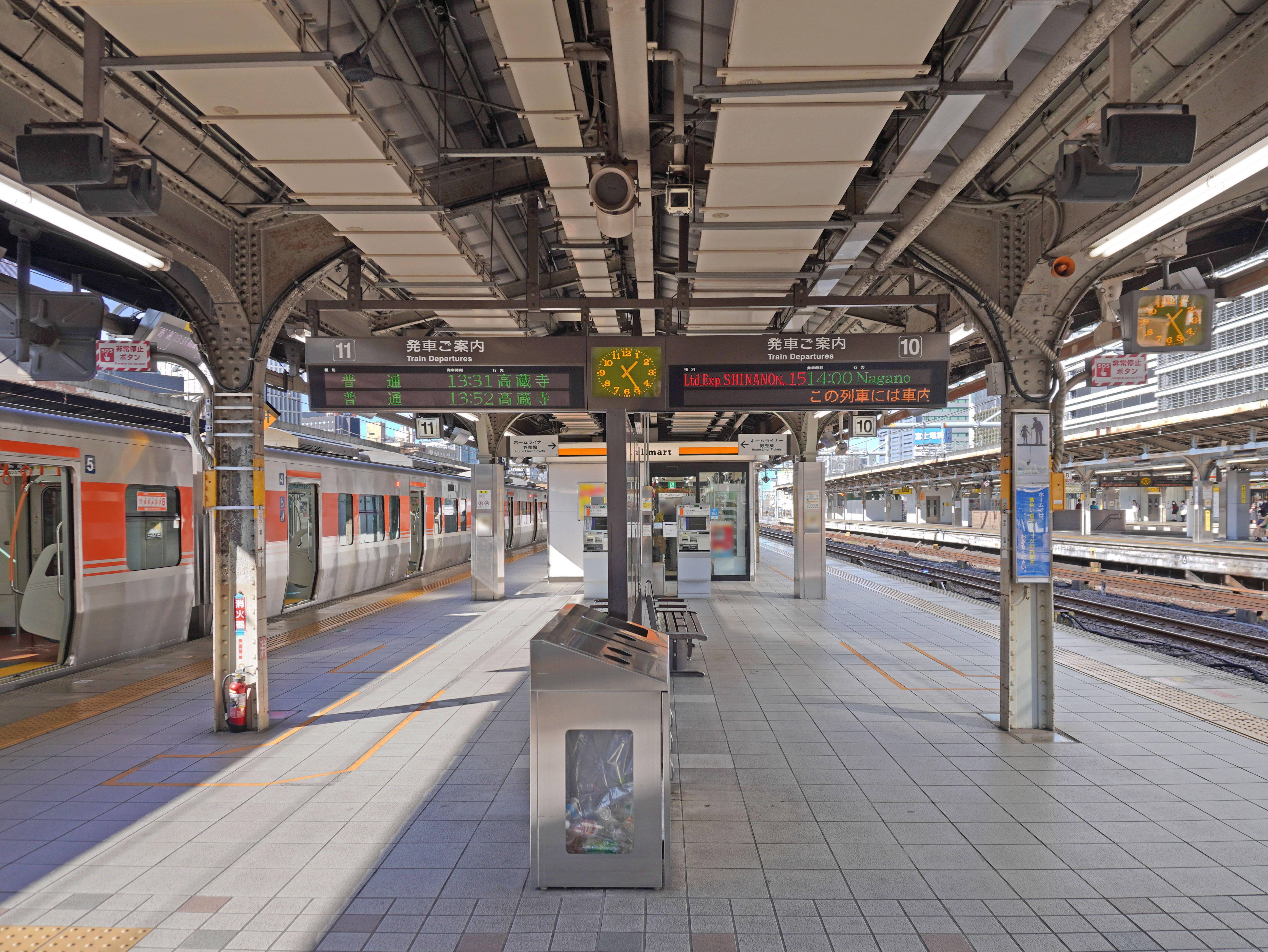
在來線10・11號月台（2022年11月）
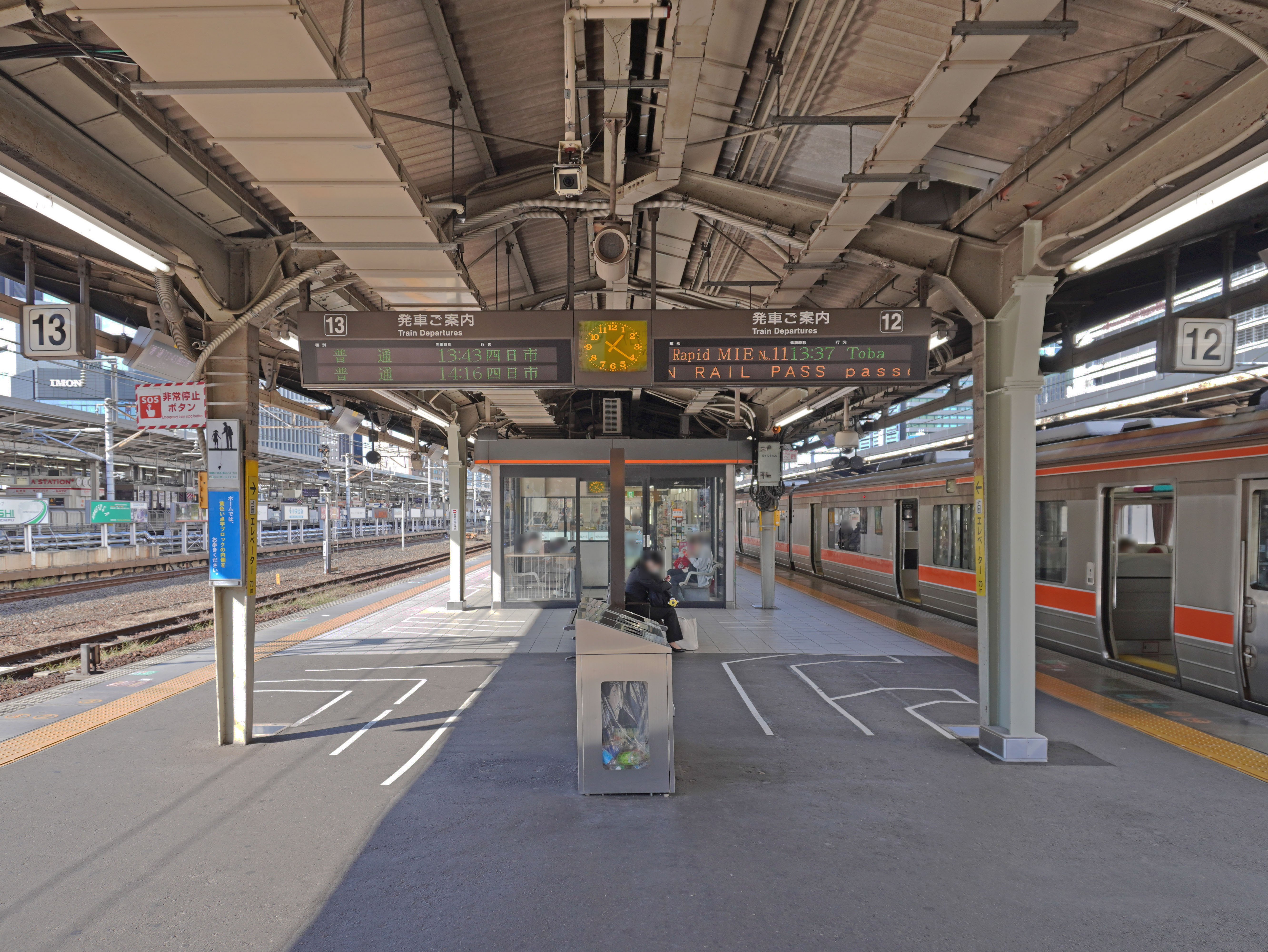
在來線12・13號月台（2022年11月）
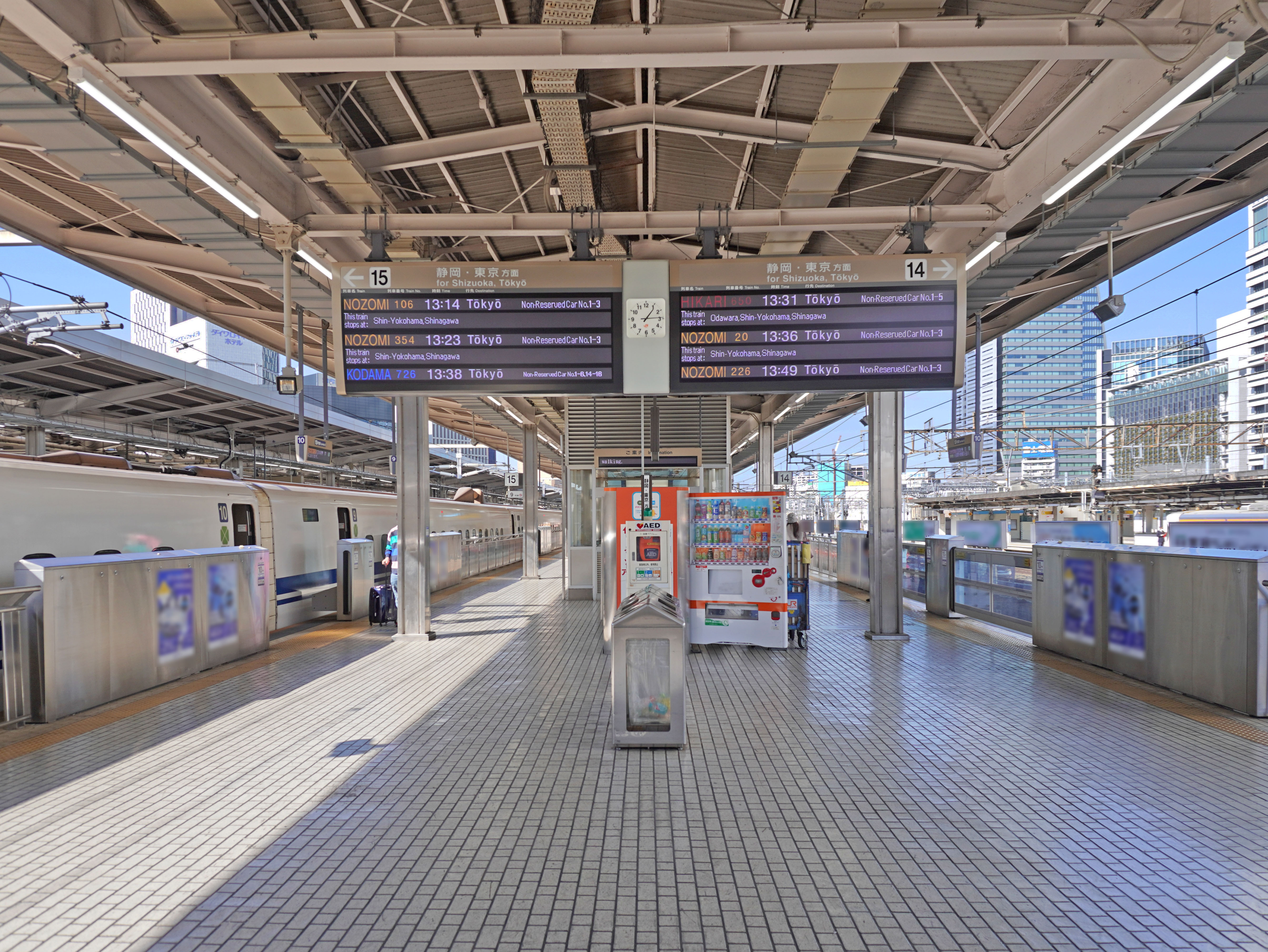
新幹線14・15號月台（2022年11月）
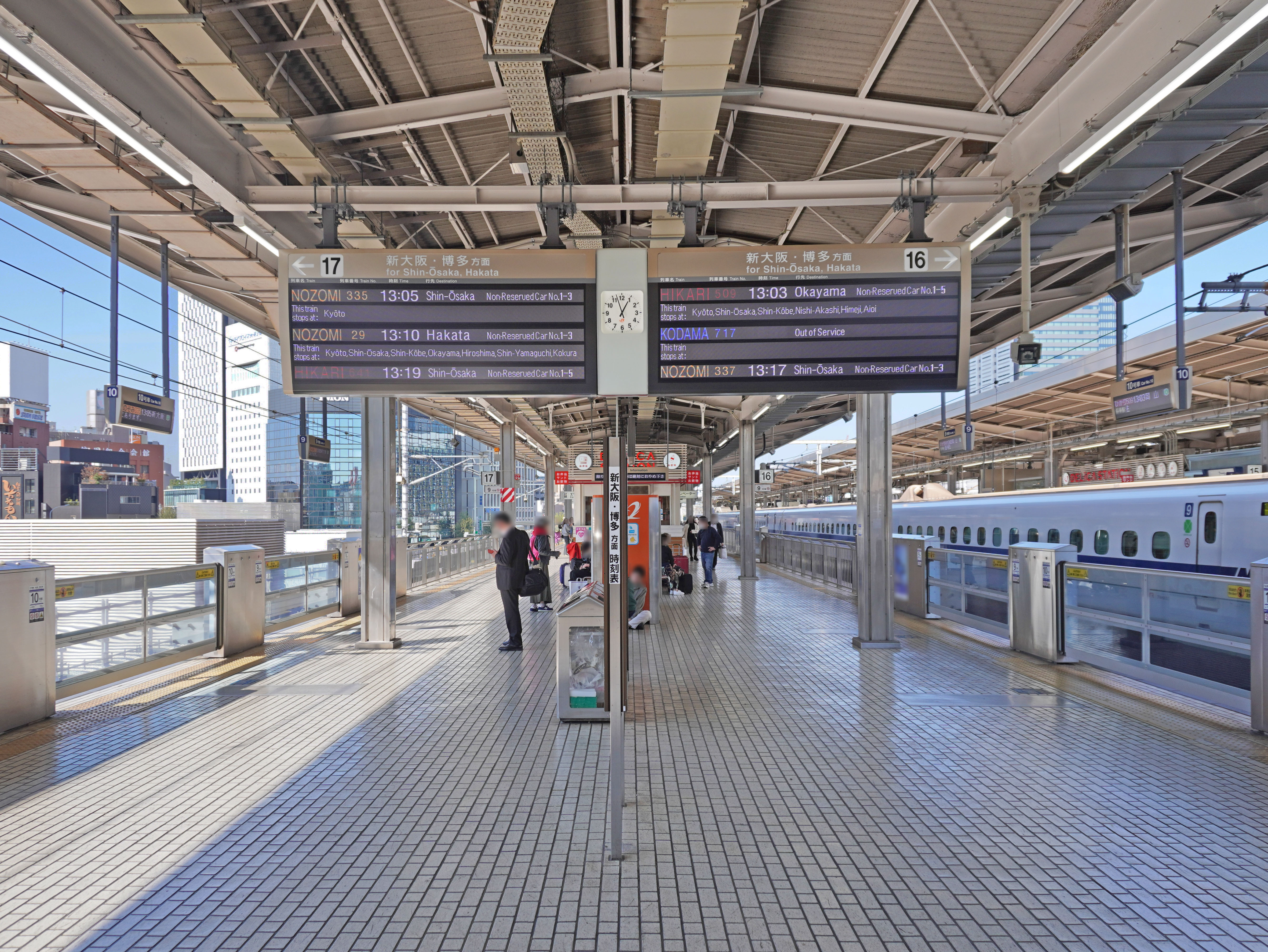
新幹線16・17號月台（2022年11月）
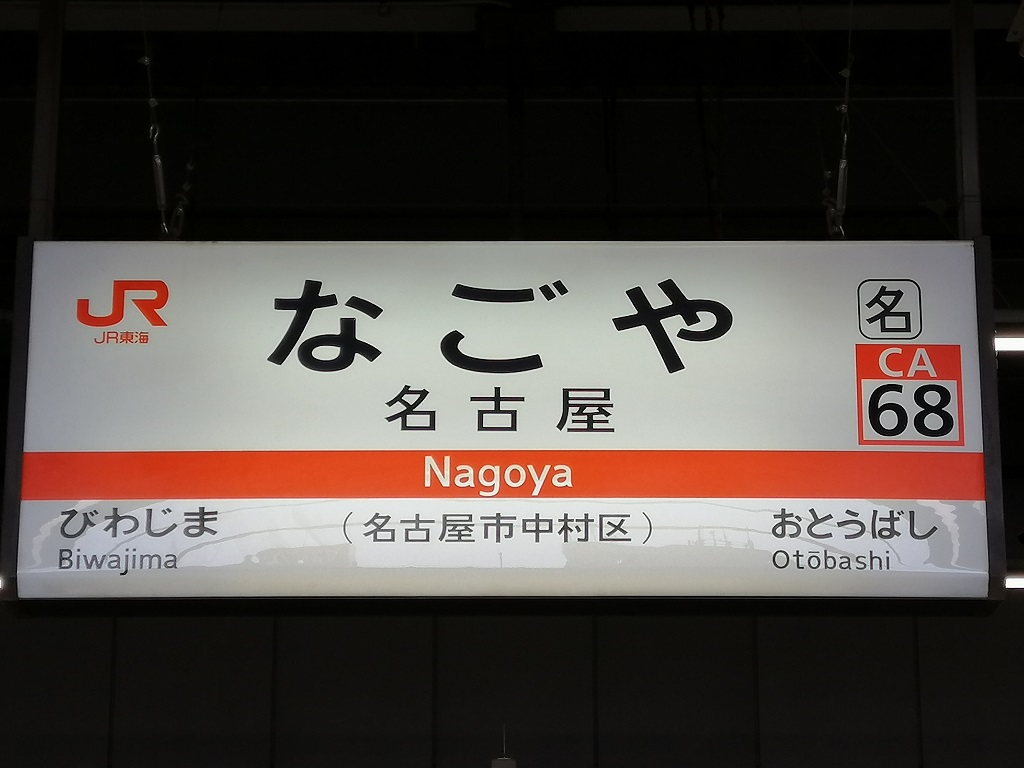
東海道本線站名標示（2020年5月）
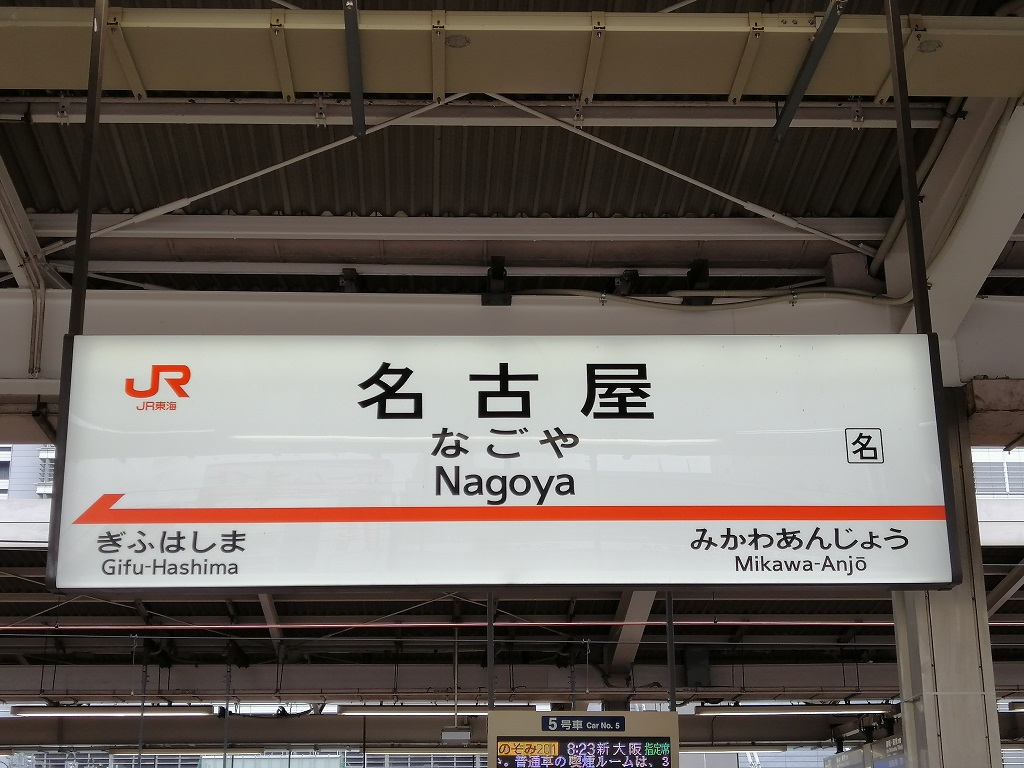
新幹線站名標示（2020年7月）

#### 新幹線配置圖
| ← 新橫濱、東京 方向 | 名古屋站附近的東海道新幹線 配線略圖 | → 京都、新大阪方向 |
| 图例 参考文献：以下を参考に作成 *「特集 ： 東海道新幹線各駅停車」、『鉄道ファン』 第43巻 第6号（通巻第506号）2003年6月号、交友社、2003年、33頁。 ※細線為保線用側線，圖片右上為名古屋車輛所與名古屋保線所基地 |                                     |                    |

### 名古屋市營地下鐵
櫻通線的月台於JR名古屋站中央正下方東西延伸。1面2線的島式月台，並設有可動式月台門。月台長度為20公尺，車廂之編組可達8輛，但實際運行的車廂數只有5輛。
東山線月台是位於車站東側名驛地下街正下方南北延伸的1面2線島式月台。
櫻通線與東山線可經聯絡通道轉乘。

#### 月台配置
| 月台 | 路線   | 目的地                       |
| ---- | ------ | ---------------------------- |
| 1    | 東山線 | 榮、東山公園、藤丘方向       |
| 2    | 東山線 | 中村公園、高畑方向           |
| 3    | 櫻通線 | 今池、新瑞橋、野並、德重方向 |
| 4    | 櫻通線 | 往太閤通                     |

#### 東山線配置圖
| ← 高畑方向                               | 名古屋市營地下鐵 名古屋站（東山線） 構內配線略圖 | → 榮、藤丘方向 |
| 图例 参考文献： ※ 櫻通線在中央附近下跨。 |                                                  |                |

### 名古屋臨海高速鐵道（青波線）
青波線位在名古屋站之JR在來線最西側的稻澤線本線上。為島式月台1面2線的高架車站，設有月台門。
本站全天配有站務員執勤。

#### 月台配置
| 月台 | 路線    | 目的地             |
| ---- | ------- | ------------------ |
| 1、2 | ■青波線 | 荒子、金城埠頭方向 |

## 使用情況

### 2018年度年間上車人次（括弧內為一日平均）
- JR東海 - 80,269,617人[4]（219,917人）
- 名古屋臨海高速鐵道 - 6,871,636人[4]（18,826人）
- 名古屋市交通局 - 72,956,994人[4]（199,883人）
  - 東山線 - 51,640,399人[4]（141,181人）
  - 櫻通線 - 21,316,595人[4]（58,402人）

上述數字在各社局內車站當中皆為第1位。
- 國鐵時代1日平均上車人次[5]
  - 1913年度 - 4,191人
  - 1960年度 - 43,181人
  - 1971年度 - 66,078人
  - 1984年度 - 75,233人

### 近年一日平均上車人次
| 年度               | 一日平均上車人次推移 | 一日平均上車人次推移 | 一日平均上車人次推移 | 一日平均上車人次推移 |
| 年度               | JR東海               | 青波線               | 地下鐵               | 來源                 |
| ------------------ | -------------------- | -------------------- | -------------------- | -------------------- |
| 1991年（平成03年） | 147,221              | 未開業               | 167,943              | [ 6 ]                |
| 1992年（平成04年） | 152,269              | 未開業               | 165,109              | [ 6 ]                |
| 1993年（平成05年） | 152,662              | 未開業               | 161,484              | [ 6 ]                |
| 1994年（平成06年） | 150,847              | 未開業               | 157,724              | [ 6 ]                |
| 1995年（平成07年） | 155,015              | 未開業               | 158,798              | [ 6 ]                |
| 1996年（平成08年） | 160,955              | 未開業               | 156,846              | [ 7 ]                |
| 1997年（平成09年） | 158,802              | 未開業               | 152,598              | [ 7 ]                |
| 1998年（平成10年） | 159,103              | 未開業               | 155,081              | [ 7 ]                |
| 1999年（平成11年） | 160,255              | 未開業               | 151,262              | [ 7 ]                |
| 2000年（平成12年） | 167,642              | 未開業               | 169,594              | [ 7 ]                |
| 2001年（平成13年） | 171,222              | 未開業               | 170,730              | [ 8 ]                |
| 2002年（平成14年） | 171,665              | 未開業               | 173,104              | [ 8 ]                |
| 2003年（平成15年） | 173,789              | 未開業               | 163,840              | [ 8 ]                |
| 2004年（平成16年） | 176,993              | 3,852                | 162,280              | [ 8 ]                |
| 2005年（平成17年） | 188,312              | 10,565               | 166,899              | [ 8 ]                |
| 2006年（平成18年） | 184,491              | 9,925                | 165,233              | [ 9 ]                |
| 2007年（平成19年） | 190,942              | 10,969               | 168,127              | [ 9 ]                |
| 2008年（平成20年） | 191,558              | 11,504               | 168,152              | [ 9 ]                |
| 2009年（平成21年） | 185,387              | 11,839               | 163,915              | [ 9 ]                |
| 2010年（平成22年） | 187,624              | 12,300               | 165,298              | [ 9 ]                |
| 2011年（平成23年） | 189,123              | 13,119               | 168,719              | [ 10 ]               |
| 2012年（平成24年） | 193,260              | 13,377               | 173,704              | [ 10 ]               |
| 2013年（平成25年） | 199,119              | 13,759               | 179,748              | [ 10 ]               |
| 2014年（平成26年） | 198,504              | 14,298               | 180,068              | [ 10 ]               |
| 2015年（平成27年） | 204,509              | 14,817               | 184,554              | [ 10 ]               |
| 2016年（平成28年） | 208,911              | 15,323               | 189,606              | [ 11 ]               |
| 2017年（平成29年） | 216,040              | 18,240               | 196,363              | [ 12 ]               |
| 2018年（平成30年） | 219,917              | 18,826               | 199,883              | [ 4 ]                |

## 相鄰車站
※新幹線各級列車與在來線之特急列車，請參閱各列車的介紹。
東海旅客鐵道
東海道新幹線
三河安城－名古屋－岐阜羽島
 東海道本線
- 特急「飛驒」「白鷺」始發、終到站
- 「Home Liner大垣」始發、終到站

■特別快速、■新快速、■區間快速
金山（CA66）－名古屋（CA68）－尾張一宮（CA72）
■快速
金山（CA66）－名古屋（CA68）－（部分停靠稻澤站）－尾張一宮（CA72）
■普通
尾頭橋（CA67）－名古屋（CA68）－枇杷島（CA69）
 中央本線
- 特急「信濃」始發、終到站
- 「Home Liner瑞浪」始發、終到站

■快速、■普通
金山（CF01）－（山王信號場）－名古屋（CF00）
※部分列車直通東海道本線枇杷島方向。
 關西本線
- 特急「南紀」始發、終到站

■快速「三重」、■快速
名古屋（CJ00）－桑名（CJ07）
■區間快速
名古屋（CJ00）－蟹江（CJ03）
■普通
名古屋（CJ00）－（笹島信號場）－八田（CJ01）
 名古屋臨海高速鐵道
■西名古屋港線（青波線）
名古屋（AN-01）－笹島演奏廳（AN-02）
 名古屋市營地下鐵
 東山線
龜島（H-07）－名古屋（H-08）－伏見（H-09）
 櫻通線
太閤通（S-01）－名古屋（S-02）－國際中心（S-03）

### 廢除路段
東海旅客鐵道
名古屋港線
名古屋－（山王信號場）－名古屋球場正門前（臨時車站）

### 來源
1. ↑  .   [2019-03-12]. （原始内容存档于2020-08-20）.
2. 1 2 3 4  駅掲示用時刻表の案内表記。これらはJR東海公式サイトの各駅の時刻表 （页面存档备份，存于）で参照可能（2015年1月現在）。
3. ↑  井上孝司 『配線略図で広がる鉄の世界 - 路線を読み解く&作る本』 ISBN 978-4-7980-2200-0、秀和システム、2009、221p.
4. 1 2 3 4 5 6  . 名古屋市.   [2020-03-28]. （原始内容存档于2021-01-01）.
5. ↑  日本交通公社『日本國有鐵道 停車場一覽』、1985年
6. 1 2 3 4 5  . 名古屋市.   [2017-01-28]. （原始内容存档于2021-01-01）.
7. 1 2 3 4 5  . 名古屋市.   [2017-01-28]. （原始内容存档于2021-01-01）.
8. 1 2 3 4 5  . 名古屋市.   [2017-01-28]. （原始内容存档于2021-01-01）.
9. 1 2 3 4 5  . 名古屋市.   [2017-01-28]. （原始内容存档于2021-01-01）.
10. 1 2 3 4 5  . 名古屋市.   [2017-07-01]. （原始内容存档于2020-11-07）.
11. ↑  . 名古屋市.   [2018-05-02]. （原始内容存档于2021-01-01）.
12. ↑  . 名古屋市.   [2019-04-06]. （原始内容存档于2021-01-01）.

#### 統計資料
1. 1 2 3 4 5  平成8年版名古屋市統計年鑑 11.運輸・通信 11-5.JR東海各駅の乗車人員 総数を365および366で除した人数。
2. 1 2 3 4 5  平成8年版名古屋市統計年鑑 11.運輸・通信 11-4.市営地下鉄各駅の乗車人員 総数を365および366で除した人数。
3. 1 2 3 4 5  平成13年版名古屋市統計年鑑 11.運輸・通信 11-5.JR東海各駅の乗車人員 総数を365および366で除した人数。
4. 1 2 3 4 5  平成13年版名古屋市統計年鑑 11.運輸・通信 11-4.市営地下鉄各駅の乗車人員 総数を365および366で除した人数。
5. 1 2 3 4 5  平成18年版名古屋市統計年鑑 11.運輸・通信 11-7.JR東海各駅の乗車人員 総数を365および366で除した人数。
6. 1 2 3 4 5  平成18年版名古屋市統計年鑑 11.運輸・通信 11-4.市営地下鉄各駅の乗車人員 総数を365および366で除した人数。
7. 1 2  平成18年版名古屋市統計年鑑 11.運輸・通信 11-6.西名古屋港線(あおなみ線)各駅の乗車人員 総数を365および366で除した人数。
8. 1 2 3 4 5  平成23年版名古屋市統計年鑑 11.運輸・通信 11-7.JR東海各駅の乗車人員 総数を365および366で除した人数。
9. 1 2 3 4 5  平成23年版名古屋市統計年鑑 11.運輸・通信 11-6.西名古屋港線(あおなみ線)各駅の乗車人員 総数を365および366で除した人数。
10. 1 2 3 4 5  平成23年版名古屋市統計年鑑 11.運輸・通信 11-4.市営地下鉄各駅の乗車人員 総数を365および366で除した人数。
11. 1 2 3 4 5  平成28年版名古屋市統計年鑑 11.運輸・通信 11-7.JR東海各駅の乗車人員 総数を365および366で除した人数。
12. 1 2 3 4 5  平成28年版名古屋市統計年鑑 11.運輸・通信 11-6.西名古屋港線(あおなみ線)各駅の乗車人員 総数を365および366で除した人数。
13. 1 2 3 4 5  平成28年版名古屋市統計年鑑 11.運輸・通信 11-4.市営地下鉄各駅の乗車人員 総数を365および366で除した人数。
14. ↑  平成29年版名古屋市統計年鑑 11.運輸・通信 11-7.JR東海各駅の乗車人員 総数を365および366で除した人数。
15. ↑  平成29年版名古屋市統計年鑑 11.運輸・通信 11-6.西名古屋港線(あおなみ線)各駅の乗車人員 総数を365および366で除した人数。
16. ↑  平成29年版名古屋市統計年鑑 11.運輸・通信 11-4.市営地下鉄各駅の乗車人員 総数を365および366で除した人数。
17. ↑  平成30年版名古屋市統計年鑑 11.運輸・通信 11-7.JR東海各駅の乗車人員 総数を365および366で除した人数。
18. ↑  平成30年版名古屋市統計年鑑 11.運輸・通信 11-6.西名古屋港線(あおなみ線)各駅の乗車人員 総数を365および366で除した人数。
19. ↑  平成30年版名古屋市統計年鑑 11.運輸・通信 11-4.市営地下鉄各駅の乗車人員 総数を365および366で除した人数。
20. ↑  令和元年版名古屋市統計年鑑 11.運輸・通信 11-7.JR東海各駅の乗車人員 総数を365および366で除した人数。
21. ↑  令和元版名古屋市統計年鑑 11.運輸・通信 11-6.西名古屋港線(あおなみ線)各駅の乗車人員 総数を365および366で除した人数。
22. ↑  令和元年版名古屋市統計年鑑 11.運輸・通信 11-4.市営地下鉄各駅の乗車人員 総数を365および366で除した人数。

## 外部連結
- 名古屋 - 東海旅客鐵道
- 名古屋 - 名古屋市交通局
- 名古屋站 （页面存档备份，存于） - 名古屋臨海高速鐵道

35°10′14″N 136°52′54″E / 35.17056°N 136.88167°E